# أوليورماك

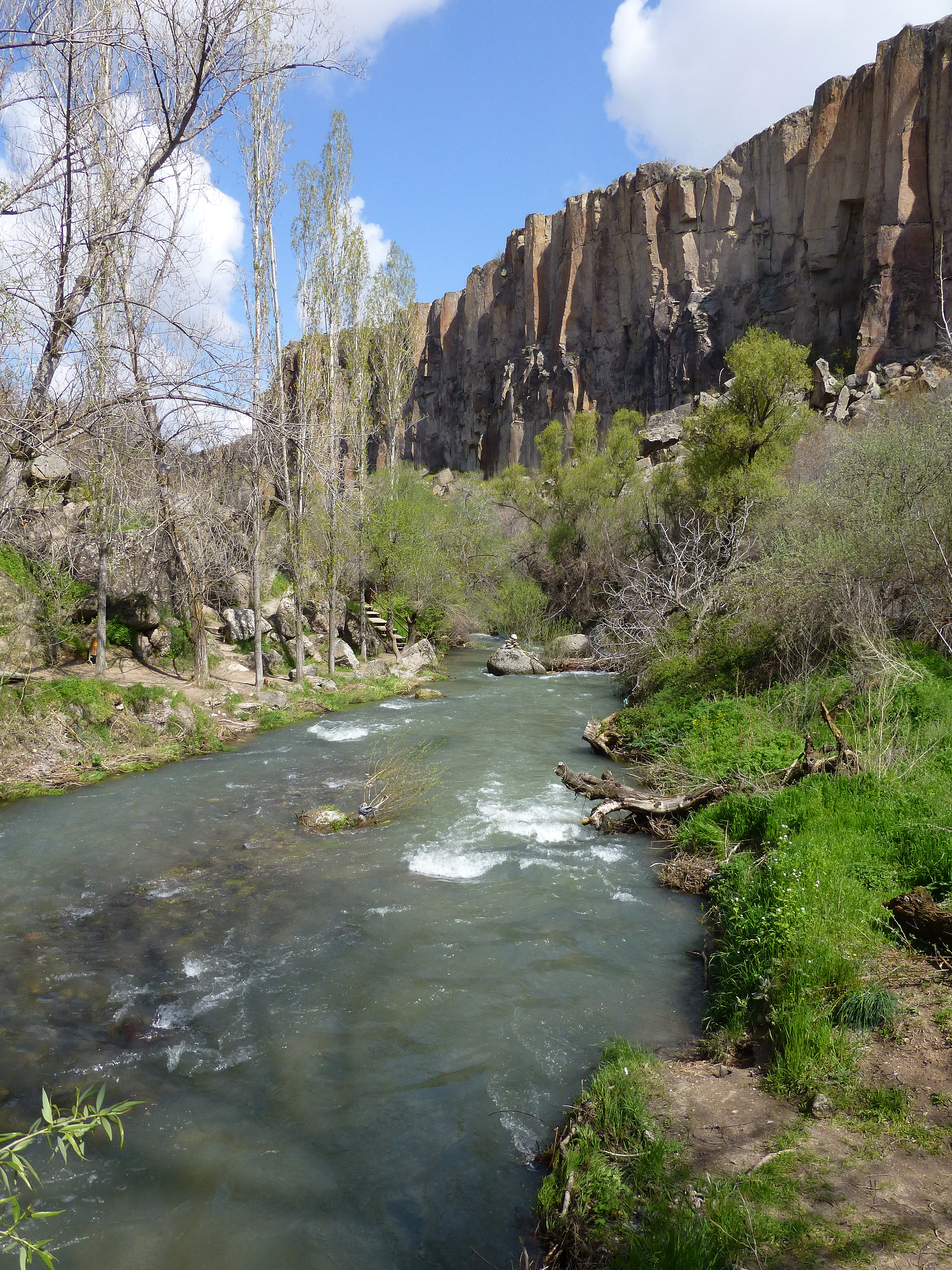

أوليورماك Uluırmak (ويعني بالتركية النهر العظيم) هو نهر تركي يقطع سد ماماراسين. ويسمى أيضا نهر ميلينديز في ميلينديز Melendiz Çayı